# Queen of the Food-Chain
Queen of the Food-Chain è un singolo del gruppo musicale tedesco The Ocean, pubblicato nel 2006 come unico estratto dal terzo album in studio Aeolian.

## Descrizione
Il brano è tra i primi in assoluto ad essere stati composti dal chitarrista e fondatore Robin Staps, apparendo già nelle prime esibizioni del gruppo avvenute nel 2002 e figurando spesso come brano di chiusura delle stesse.
A differenza della versione presente in Aeolian, quella edita nel singolo presenta parti vocali eseguite da Meta, Nico Webers e Tomas Hallbom (anziché dal solo Sean Ingram); inoltre vi è un campionamento tratto dall'interpretazione di Agni Parthene eseguita dal Choir of the Monastry Simonos Petras,

## Tracce
Lato A
1. Queen of the Food-Chain – 6:18

Lato B
1. Inertia – 5:16

## Formazione
Hanno partecipato alle registrazioni, secondo le note di copertina di Aeolian:
Gruppo
- Torge Liessmann – batteria
- Jonathan Heine – basso
- Gerd Kornmann – percussioni, tool
- Robin Staps – arrangiamento, chitarra, programmazione
- Meta – voce
- Nico Webers – voce
- Tomas Hallbom – voce

Produzione
- Robin Staps – registrazione, produzione
- Magnus Lindberg – mastering